# 잭 길퍼드
잭 길퍼드(Jack Gilford, 1908년 7월 25일 ~ 1990년 6월 4일)는 미국의 배우이다.

## 출연 작품
- 코쿤